# Loguivy-Plougras
Loguivy-Plougras è un comune francese di 987 abitanti situato nel dipartimento delle Côtes-d'Armor nella regione della Bretagna.

## Società

### Evoluzione demografica
Abitanti censiti